# Scaptius ditissima
Scaptius ditissima là một loài bướm đêm thuộc phân họ Arctiinae, họ Erebidae.